# Typhloditha anophthalma
Espèce
Typhloditha anophthalma est une espèce de pseudoscorpions de la famille des Tridenchthoniidae.

## Distribution
Cette espèce est endémique du Congo-Kinshasa. Elle se rencontre dans le parc national de l'Upemba.

## Description
Le mâle holotype mesure 1 mm et la femelle paratype 1,8 mm.

## Publication originale
- Beier, 1955 : Pseudoscorpionidea. Exploration du Parc National de l'Upemba. I. Mission G.F. de Witte, vol. 32, no 1, p. 3-19.